# Villars-le-Terroir
Villars-le-Terroir ist eine politische Gemeinde im Distrikt Gros-de-Vaud des Kantons Waadt in der Schweiz.

## Geographie
Villars-le-Terroir liegt auf 647 m ü. M., 2 km nördlich von Echallens und 15 km nördlich der Kantonshauptstadt Lausanne (Luftlinie). Das Haufendorf erstreckt sich auf der Hochfläche des zentralen Gros de Vaud, nördlich der Niederung des Talent, im Waadtländer Mittelland.
Die Fläche des 7,1 km² grossen Gemeindegebiets umfasst einen Abschnitt des leicht gewellten Hochplateaus des Gros de Vaud, der Kornkammer des Kantons Waadt. Der Hauptteil des Gebietes wird von einem breiten Höhenrücken zwischen den Talniederungen des Buron im Westen, des Talent im Süden und des Sauteru im Osten eingenommen. Mit 676 m ü. M wird der höchste Punkt von Villars-le-Terroir auf der Flur Montanare erreicht. Im Südosten reicht das Gemeindegebiet auf die Ebene nordöstlich von Echallens, die nach Norden in das Tal des Sauteru übergeht, der die Ostgrenze bildet. Nach Nordosten erstreckt sich der Gemeindeboden in den Wald Charbonnière (646 m ü. M.). In einem schmalen Zipfel reicht Villars-le-Terroir nach Nordwesten in das Quellgebiet des Buron. Von der Gemeindefläche entfielen 1997 8 % auf Siedlungen, 14 % auf Wald und Gehölze und 78 % auf Landwirtschaft.
Zu Villars-le-Terroir gehören einige Neubausiedlungen, die Weiler Montandrey (648 m ü. M.) auf einem Hügel östlich des Sauteru und Grand Buron (627 m ü. M.) im Tal des Buron sowie mehrere Einzelhöfe. Die Nachbargemeinden von Villars-le-Terroir sind im Süden Echallens, im Westen Goumoëns, im Nordwesten Penthéréaz, im Norden Vuarrens, im Nordosten Fey, und im Südosten Montilliez.

## Bevölkerung
Mit 1297 Einwohnern (Stand 31. Dezember 2023) gehört Villars-le-Terroir zu den kleineren Gemeinden des Kantons Waadt. Von den Bewohnern sind 94,2 % französischsprachig, 2,5 % deutschsprachig und 0,8 % italienischsprachig (Stand 2000). Die Bevölkerungszahl von Villars-le-Terroir belief sich 1900 auf 581 Einwohner. Nachdem die Bevölkerung bis 1970 auf 499 Personen abgenommen hatte, wurde wieder eine deutliche Bevölkerungszunahme verzeichnet.

## Wirtschaft
Villars-le-Terroir war bis in die zweite Hälfte des 20. Jahrhunderts ein vorwiegend durch die Landwirtschaft geprägtes Dorf. Noch heute haben der Ackerbau, der Obstbau und die Viehzucht eine wichtige Bedeutung in der Erwerbsstruktur der Bevölkerung. Weitere Arbeitsplätze gibt es im lokalen Kleingewerbe und im Dienstleistungssektor. Mit dem Wachstum des Ortes haben sich einige neue Unternehmen niedergelassen, darunter ein Betrieb der Computertechnologie und eine im Transportwesen tätige Firma. In den letzten Jahrzehnten hat sich das Dorf dank seiner attraktiven Lage zu einer Wohngemeinde entwickelt. Viele Erwerbstätige sind deshalb Wegpendler, die hauptsächlich in Echallens und im Grossraum Lausanne arbeiten.

## Verkehr
Die Gemeinde ist verkehrstechnisch gut erschlossen. Sie liegt an der Hauptstrasse 5 von Lausanne via Echallens nach Yverdon. Der Autobahnanschluss La Sarraz an der 1981 eröffneten A1 (Lausanne-Yverdon) ist rund 7 km vom Ortskern entfernt. Durch einen Postautokurs, der von Echallens nach Yverdon verkehrt, ist Villars-le-Terroir an das Netz des öffentlichen Verkehrs angebunden.

## Geschichte
Die erste urkundliche Erwähnung des Ortsnamens erfolgte erst 1438 unter dem Namen Villart le Terrioux, eine Siedlung existierte aber schon wesentlich früher. Später erschienen die Bezeichnungen Villar le Terreux, Villars loz Terrour (1453), Villar le terricor (1536), Villar le Terriau (1668) und Villard le Terreau (1794). Villars stammt vom lateinischen Wort villare (Weiler, Dorf), während Terroir vom lateinischen territorium (Gebiet) abgeleitet ist.
Aus Villars-le-Terroir stammten ursprünglich die Herren von Colombier, die zu den bedeutendsten Adelsgeschlechtern des Kantons Waadt gehörten. Im Mittelalter war das Dorf Teil der Herrschaft Echallens. Nach den Burgunderkriegen kam Villars-le-Terroir 1476 an die Vogtei Orbe-Echallens, die unter der gemeinen Herrschaft von Bern und Freiburg stand. Nach dem Zusammenbruch des Ancien Régime gehörte das Dorf von 1798 bis 1803 während der Helvetik zum Kanton Léman, der anschliessend mit der Inkraftsetzung der Mediationsverfassung im Kanton Waadt aufging. 1798 wurde es dem Bezirk Echallens zugeteilt.

## Sehenswürdigkeiten
Schon 1141 wird eine Kirche in Villars-le-Terroir erwähnt. Die heutige Pfarrkirche wurde von 1724 bis 1733 erbaut und wird seither von Anhängern beider Konfessionen genutzt. Das Schiff wurde 1906 im neubarocken Stil umgestaltet. Im alten Ortskern von Villars-le-Terroir sind einige charakteristische Bauernhäuser aus dem 17. bis 19. Jahrhundert erhalten.